# 布蘭登 (佛羅里達州)
布蘭登（英語：Brandon）是位於美國佛羅里達州希爾斯波羅縣的一個人口普查指定地區。

## 地理
布蘭登的座標為27°56′00″N 82°17′00″W / 27.93333°N 82.28333°W，而該地最高點為海拔高度14米（即46英尺）。

## 人口
根據2010年美國人口普查的數據，布蘭登的面積為90.60平方千米，當中陸地面積為85.70平方千米，而水域面積為4.90平方千米。當地共有人口103483人，而人口密度為每平方千米1,142人。